# Lisselbo, Uppsala kommun
Lisselbo är en bebyggelse i Björklinge socken i Uppsala kommun, Uppsala län öster om Björklinge. SCB avgränsade här en småort 2023.